# Байхе

Басейн річки Хайхе

Байхе́ — річка на сході Китаю, одна із складових річки Хайхе. Довжина 560 км, площа басейну 280 тисяч км². Протікає в горах Ляосі по Великій Китайській рівнині. Судноплавна від міста Тунсянь. Використовується для зрошення.